# Багатовіковий дуб «Три брати»
Багатовікови́й дуб «Три брати́» — ботанічна пам'ятка природи місцевого значення в Україні. Росте в селі Линовиця Прилуцького району  Чернігівської області, на території «Парку ім. Т. Г. Шевченка». 
Площа 0,01 га. Статус дано згідно з рішенням Чернігівського облвиконкому від 10.06.1972 року № 303; від 28.08.1989 року № 164. Перебуває у віданні: Линовицька селищна рада
Обхват дерева 6,5 м, висота 30 м, вік близько 400 років.
За переказами, на камені перед дубом любив відпочивати Т. Шевченко.

## Ресурси Інтернету
- Державний кадастр територій та об’єктів природно-заповідного фонду України станом на 01.01.2013; (509. Багатовіковий дуб «Три брати»)
- «Природно-заповідний фонд Чернігівської області» (Чернігівська обласна державна адміністрація, 2016 р.). Стор. 194